# Ружина Балшич
Ружина Балшич (серб. Ruđina Balšić) — сербська аристократка, остання правителька Каніни та Валони у складі Валонського князівства.

## Біографія
Ружина була дочкою Балши II, володаря Зети (1378–1385), і Ксенії Комніни, дочки Івана Комніна Асеня. У 1391 році Ружина вийшла заміж за дворянина Мркшу Жарковича. Їхній шлюб благословив архієпископ Охридський, хоча він вважався неканонічним, оскільки вони були близькими родичами. У 1397 році вона та її мати отримали громадянство Рагузької республіки.
Після смерті чоловіка в 1414 році Ружина успадкувала владу над Валоною і утримувала її, поки вона не впала під контроль османів у 1417 році. Вона запропонувала Венеційській Республіці викупити Валону за 10 000 дукатів. Венеційці були зацікавлені в отриманні контролю над Валоною, щоб не дати османам контролювати вхід в Адріатичне море. Поки венеційці продовжували переговори з Ружиною, сподіваючись отримати кращу ціну, османи захопили Валону в червні 1417 року.
Після завоювання Валони османами Ружині довелося втекти спочатку на Корфу , а потім у Зету, якою правив її племінник Балша III, який довірив їй управління прибережним містом Будва в 1418 році. Коли венеційці відправили морську ескадру до порту Будви в 1419 році під час Другої Скутарської війни, Ружина без будь-якого опору здала місто і втікла до Дубровника з міською скарбницею.